# Jeans, T-Shirt und Freiheit
Jeans, T-Shirt und Freiheit ist ein Lied und die Debütsingle der deutschen Schlagerband Wolkenfrei aus dem Jahr 2013. Das Stück ist die erste Singleauskopplung aus ihrem Debütalbum Endlos verliebt.

## Entstehung und Artwork
Geschrieben wurde das Lied gemeinsam von Olaf Bossi, Felix Gauder und Alexandra Kuhn. Gauder zeichnete zudem auch für die Abmischung, das Arrangement und die Musikproduktion verantwortlich. Die Aufnahme sowie der Produktionsprozess erfolgten in den Stuttgarter Jojo Music Studios.
Alle drei Autoren begannen hiermit eine langjährige Zusammenarbeit mit der Band beziehungsweise zu Teilen auch mit Sängerin Vanessa Mai, über das Ende des Bandprojektes hinaus. So waren alle drei nicht nur an der Produktion des Debütalbums beteiligt, sondern auch am Nachfolger Wachgeküsst (Juli 2015). Gauder war darüber hinaus auch an der Produktion von Mais Soloalben Regenbogen (August 2017) und Schlager (August 2018) beteiligt. Im März 2023 waren Bossi und Gauder zudem Teil der Produktion zu Hotel Tropicana, einem Wolkenfrei-Projekt, das von Mai alleine umgesetzt wurde.
Auf dem Frontcover der Single sind – neben Liedtitel und Interpretenangabe – die drei Wolkenfrei-Mitglieder zu sehen. Es zeigt sie vor dem Hintergrund eines blauen Himmels und einer Naturlandschaft in der mallorquinischen Bucht Cala Mitjana, mit dem Blick in die Ferne gerichtet. Im Mittelpunkt steht Sängerin Vanessa Mai; die beiden Mitglieder Stefan Kinski und Marc Fischer stehen links beziehungsweise rechts hinter ihr und sind leicht unscharf dargestellt. Die Fotografie stammt von Andreas Richter, das Artwork wurde durch Jan Weskott gestaltet.

## Veröffentlichung und Promotion
Die Erstveröffentlichung von Jeans, T-Shirt und Freiheit erfolgte zunächst als Promo-Single im Juni 2013. Als offizielle Single erschien es schließlich am 19. Juli 2013 bei Ariola. Diese erschien als digitale 2-Track-Single zum Download, mit einem sogenannten „Hazienda“-Remix als B-Seite (Katalognummer: 88644 40543 5). Der Vertrieb erfolgte durch Sony Music Entertainment, verlegt wurde das Lied durch AFM Publishing, OneTwoFour Publishing und den Rudi Schedler Musikverlag. Am 7. Februar 2014 erschien das Lied, in beiden Versionen, als Teil von Wolkenfreis Debütalbum Endlos verliebt (Katalognummer: 88883 75243 2), dessen erste Singleauskopplung es ist. In den folgenden Jahren wurde der Titel auf diversen weiteren Alben von Wolkenfrei und Vanessa Mai veröffentlicht, so unter anderem Liveversionen auf Wachgeküsst – Live aus dem Parktheater Augsburg (Oktober 2015) und Für Dich – Live aus Berlin (Januar 2017), eine Akustikversion auf der Kompilation Für Dich – Akustik Best Of (Juli 2017), oder eine neue Studioversion auf Mais fünften Studioalbum Schlager.
Um das Lied zu bewerben, erfolgte noch vor der Singleveröffentlichung ein Liveauftritt in der ARD-Musikshow Immer wieder sonntags am 14. Juli 2013. Ein weiterer Auftritt erfolgte bei den MDR Schlager des Sommers am 16. August 2013. Darüber hinaus zählte das Lied bis November 2019 zum festen Live-Repertoire von Mai und war Teil ihrer Für Dich Tour (September 2016 – November 2016), Regenbogen Tour (April 2018 – Juni 2018) und der Teaser-Clubshow Tour (November 2019).

## Inhalt
| „Ich will Jeans, T-Shirt und Freiheit. Und ein kleines bisschen von der Zeit. Die auf dem Wege liegen geblieben ist. Auf unsrer Suche nach dem Glück. Ich will Jeans, T-Shirt und Neuland. Mit dir barfuß tanzen im Sandstrand. Und zum Leben auch ein bisschen Zeit. Unser kleines Stückchen Ewigkeit.“ – Refrain, Originalauszug | Der Liedtext zu Jeans, T-Shirt und Freiheit ist in deutscher Sprache verfasst und stammt von Olaf Bossi, Felix Gauder und Alexandra Kuhn. Alle Texter waren zugleich für die Komposition zuständig und komponierten die Musik in D-Dur mit 125 Schlägen pro Minute. Musikalisch bewegt sich das Lied in den Bereichen der Popmusik und des Schlagers, stilistisch im Bereich des Popschlagers. Inhaltlich geht es in dem Lied um den Drang nach mehr Freiheit („Ich will Jeans, T-Shirt und Freiheit“) beziehungsweise um das Gefühl, keine Verpflichtungen zu haben („Unser kleines Stückchen Ewigkeit“), abschalten und sich einfach mal Zeit für die wichtigen Dinge nehmen zu können, für das Leben („Und zum Leben auch ein bisschen Zeit“), die Liebe („Auf unsrer Suche nach dem Glück“), Träume („Und wo sind unsre Träume hin?“) und Unternehmungen („Mit dir barfuß tanzen im Sandstrand“). Das Lied kritisiert darüber hinaus die liegengebliebene Zeit, die man zugunsten der Karriere geopfert hat („Der Wecker ist mal wieder gestellt / Für Sicherheit, Erfolg und Geld […] Ist es das, was im Leben zählt?“). |

Aufgebaut ist das Lied aus zwei Strophen und einem Refrain. Es beginnt mit der ersten Strophe, die als Achtzeiler geschrieben wurde. Auf diese folgt der Refrain, der ebenfalls acht Zeilen umfasst. Der gleiche Aufbau wiederholt sich mit der zweiten Strophe. Nach dem zweiten Refrain setzt ein kurzes Instrumental ein, ehe das Lied mit dem dritten Refrain endet. Der Hauptgesang stammt von Vanessa Mai, die beiden anderen Bandmitglieder Marc Fischer und Stefan Kinski sind lediglich im Begleitgesang zu hören.

## Musikvideo
Das Musikvideo zu Jeans, T-Shirt und Freiheit wurde im Juni 2013 in der mallorquinischen Bucht Cala Mitjana gedreht und feierte seine Premiere am 1. August 2013 auf der Videoplattform YouTube. Dieses lässt sich in zwei Abschnitte unterteilen. Zum einen zeigt es die Band, die das Lied auf einer Art Strandterrasse spielt, zum anderen sieht man die Bandmitglieder einzeln, die an verschiedenen Naturorten Mallorcas unterwegs sind. Die Gesamtlänge des Videos beträgt 3:43 Minuten. Regie führte Andreas Richter, der unter anderem auch beim Musikvideo zur Folgesingle Du bist meine Insel Regie führte. Bis Mai 2025 zählte das Video über 12,6 Millionen Aufrufe auf YouTube.

## Mitwirkende
| Liedproduktion - Olaf Bossi: Komposition, Liedtext - Felix Gauder: Abmischung, Arrangement, Komposition, Liedtext, Musikproduktion - Marc Fischer: Begleitgesang - Stefan Kinski: Begleitgesang - Alexandra Kuhn: Komposition, Liedtext - Vanessa Mai: Gesang Musikvideo - Philipp Lenner: Kamera - Andreas Richter: Regie - Fiona Tescher: Schnitt - Franziska Waltl: Filmproduktion | Visualisierung (Cover) - Andreas Richter: Fotografie - Jan Weskott: Artwork Unternehmen - AFM Publishing: Verlag - Ariola: Musiklabel - Jojo Music Studios: Tonstudio - OneTwoFour Publishing: Verlag - Rudi Schedler Musikverlag: Verlag - Rocket Studios Medienproduktion: Filmproduktion (Musikvideo) - Sony Music Entertainment: Vertrieb |

## Rezensionen
In einer Vanessa-Mai-Biografie schrieb das deutschsprachige Online-Magazin laut.de zu Jeans, T-Shirt und Freiheit folgendes: „Gleich die erste Single Jeans, T-Shirt und Freiheit, auf der Wolkenfrei 2014 in bekannter Popschlager-Manier Dancebeats unter ihre Abzählreime legen, kommt beim Volk gut an.“
Bei SchlagerPlanet hieß es, dass schon beim Musikvideo zu Jeans, T-Shirt und Freiheit das Talent von Vanessa Mai zu erkennen gewesen sei. Nicht nur gesanglich, sondern auch darstellerisch überzeuge die Sängerin und bringe so bestimmt einige Männerherzen zum Schmelzen. Das Video vermittelte das Gefühl von Sommer, Sonne und Leichtigkeit. Das Anschauen und Anhören sei Pflicht für jeden eingefleischten Wolkenfrei-Fan.
In einer Retrospektive verlieh der deutschsprachige Radiosender Ballermann Radio der Band durch Titel wie Jeans, T-Shirt und Freiheit und Du bist meine Insel „Kultstatus“.

## Trivia
Vanessa Mai greift mit der Zeile „Ein paar T-Shirts und ’ne Jeans; und dich“ eine Referenz zu Jeans, T-Shirt und Freiheit im Prechorus zu Uns gehört die Welt (Februar 2023) auf.